# Brian Chase
 (janvier 2017).
Si vous disposez d'ouvrages ou d'articles de référence ou si vous connaissez des sites web de qualité traitant du thème abordé ici, merci de compléter l'article en donnant les références utiles à sa vérifiabilité et en les liant à la section « Notes et références ».
Brian Chase, né le 12 février 1978, est un musicien américain.
Il est connu pour être le batteur du groupe de musique new-yorkais Yeah Yeah Yeahs.